# Sesterské pleso
Sesterské pleso nebo Vyšné Sesterské pleso je ledovcové jezero ve skupině Sesterských ples ve Velké Studené dolině ve Vysokých Tatrách na Slovensku. Má rozlohu 0,3265 ha, je 125 m dlouhé a 55 m široké. Dosahuje maximální hloubky 1,3 m a objemu 1419 m³. Leží v nadmořské výšce 1974 m.

## Okolí
Pleso se nachází 100 m nad Zbojníckou chatou v horní části Velké Studené doliny u turistického rozcestí, které je podle plesa pojmenované. Jižně od plesa se zvedá vyvýšenina, za kterou se nachází právě Zbojnícka chata a za jinou vyvýšeninou na severu se nachází Starolesnianske pleso. Na západě se rozkládá Zbojnícka pláň a na východě se pod skalním stupněm nachází nižší patro Veľké Studené doliny.

## Vodní režim
Je to stálé bezpřítokové pleso. Odtéká z něj voda pod povrchem na východ, kde se spojuje s potokem tekoucím Zbojníckym spádem a Sivým potokem a vytváří levou zdrojnici Veľkého Studeného potoka. Rozměry jezera v průběhu času zachycuje tabulka:
| Rok     | Měření prováděl   | Rozloha ha | Délka m | Šířka m | Hloubka max.m | Objem m³ |
| ------- | ----------------- | ---------- | ------- | ------- | ------------- | -------- |
| 1931–32 | Józef Szaflarski  | 0,285      | 98      | 51      | 1,6           | [ 2 ]    |
| 1961–67 | pracovníci TANAPu | 0,311      | 125     | 55      | 1,3           | [ 2 ]    |
| 2005    | Gregor, Pacl      | 0,3265     | [ 2 ]   | [ 2 ]   | 1,3           | 1419     |

## Přístup
Pleso je veřejnosti přístupné každoročně v období od 16. června do 31. října.  žlutá turistická značka prochází ve vzdálenosti 20 m od západního břehu jezera, avšak přímo k jezeru je přístup veřejnosti zakázán. Pěší přístup je možný:
- Po  žluté turistické značce od Téryho chaty,
- Po  žluté turistické značce od Zbojnícke chaty,
- Po  modré turistické značce od Rainerovy chaty a dále po  žluté turistické značce,
- Po  modré turistické značce z Lysé Poľany a dále po  žluté turistické značce.